# Jack Rose (scénariste)
Pour les articles homonymes, voir Jack Rose et Rose.
Jack Rose (né le 4 novembre 1911 à Varsovie alors dans l'empire russe et mort le 21 octobre 1995  à Los Angeles) est un scénariste américain d'origine polonaise.

## Biographie
Jack Rose a immigré de Pologne avec ses parents en 1916 pour habiter à Brooklyn. Il a commencé sa carrière en écrivant des gags pour Milton Berle et Bob Hope.
Il a été nommé à trois reprises lors des Oscars du cinéma, en 1956 pour The Seven Little Foys (Mes sept petits chenapans ) de Melville Shavelson, en 1958 pour  Houseboat (La Péniche du bonheur), et en 1973 pour A Touch of Class (Une maîtresse dans les bras, une femme sur le dos).

## Filmographie partielle
- 1947 : La Brune de mes rêves d'Elliott Nugent
- 1947 : En route vers Rio de Norman Z. McLeod
- 1948 : Visage pâle
- 1949 : Un crack qui craque (Sorrowful Jones) de Sidney Lanfield
- 1950 : Les Filles à papa (The Daughter of Rosie O'Grady) de David Butler
- 1951 : Le Bal du printemps
- 1952 : Avril à Paris
- 1953 : Un homme pas comme les autres
- 1954 : C'est pas une vie, Jerry de Norman Taurog
- 1956 : Mes sept petits chenapans
- 1958 : La Péniche du bonheur
- 1959 : Millionnaire de cinq sous
- 1962 : L'Inconnu du gang des jeux de Daniel Mann
- 1973 : Une maîtresse dans les bras, une femme sur le dos de Melvin Frank
- 1976 : La Duchesse et le Truand (The Duchess and the Dirtwater Fox), de Melvin Frank
- 1979 : L'Amour sur béquilles (Lost and Found) de Melvin Frank